# Lepomir Ivković
Lepomir Ivković, cyr. Лепомир Ивковић (ur. 18 lutego 1959 w Belgradzie) – serbski i jugosłowiański aktor teatralny, filmowy oraz telewizyjny.

## Życiorys
Ukończył studia aktorskie na wydziale sztuk dramatycznych Akademii Sztuk w Belgradzie. W 1985 został aktorem Teatru Narodowego w Belgradzie. Wystąpił w kilkudziesięciu filmach oraz serialach telewizyjnych, grał także w przedstawieniach w ramach teatru telewizji.
Przed wyborami parlamentarnymi w 2022 otrzymał dziesiąte miejsce na liście koalicji skupionej wokół prezydenta Aleksandara Vučicia i jego Serbskiej Partii Postępowej; w wyniku głosowania uzyskał mandat posła do Zgromadzenia Narodowego Republiki Serbii. Również w 2023 został umieszczony na mandatowym miejscu listy wyborczej koalicji zorganizowanej przez SNS, z powodzeniem ubiegając się o reelekcję.

## Wybrana filmografia
- 1975: Sinovi
- 1980: Beogradska razglednica 1920
- 1981: Berlin kaput
- 1981: Sedam sekretara SKOJ-a (serial TV)
- 1982: Ruski Umetnički eksperiment
- 1983: Halo taksi
- 1983: Marsz śmierci
- 1983: Poslednja avantura
- 1984: Pejzaži u magli
- 1984: Nema problema
- 1987: Vuk Karadžić (serial TV)
- 1988: Portret Ilije Pevca (serial TV)
- 1990: Kolubarska bitka
- 1991: Smrt gospođe ministarke
- 1991: Kuća za rušenje
- 1992: Bulevar revolucije
- 1992: Želja zvana tramvaj
- 1993: Policajac sa Petlovog brda (serial TV)
- 1995: Svadbeni marš
- 1995: Kraj dinastije Obrenović (serial TV)
- 1996: Srećni ljudi (serial TV)
- 2000: Stari vruskavac
- 2003: Zawodowiec
- 2006: Ljubav, navika, panika (serial TV)
- 2006: Rekonvalescenti
- 2006: Czarna magia
- 2007: Seljaci (serial TV)
- 2008: Gorki plodovi (serial TV)
- 2009: 13 Dzielnica – Ultimatum
- 2012: Budva na pjenu od mora (serial TV)
- 2018: Šifra Despot (serial TV)
- 2021: Bićemo bogati[2]